# Eugeniusz Majchrzak
Eugeniusz Majchrzak (ur. 22 maja 1944 w Warszawie, zm. 28 września 2016 tamże) – polski muzyk, kompozytor, aranżer, dyrygent oraz kierownik muzyczny.

## Życiorys
Urodzony w Warszawie, od 1945 roku zamieszkały w Łodzi. Tam uczęszczał do Podstawowej Szkoły Muzycznej, następnie do liceum muzycznego. W 1958 roku rodzina przeprowadziła się do Gdyni, gdzie kontynuował naukę w Państwowym Liceum Muzycznym. Uzyskał dyplomy w trzech specjalnościach: fortepian, puzon oraz teoria. Kontynuował naukę w warszawskiej PWSM (dyplom z dyrygentury). W trakcie studiów współpracował z Estradą Stołeczną i Teatrem Komedia w Warszawie. W latach 1969–1971 był kierownikiem muzycznym Teatru Klasycznego w Warszawie. Pracował też w Telewizji Polskiej i Polskim Radiu. W wielu filmach z dubbingiem aranżował piosenki oraz był kierownikiem muzycznym, w niektórych sam użyczył głosu. Współpracował też z kabaretem Owca i Dudek. Był członkiem Związku Autorów i Kompozytorów Scenicznych ZAiKS.
Pochowany na cmentarzu Wawrzyszewskim w Warszawie.

## Opracowania muzyczne

### Filmy
- 1948–1954: Bajki rosyjskie (filmy Lew i zając, Jak lisica budowała kurnik, Żółty bocian, Weseli łowcy, Cudowny młyn, Wyrwidąb, W leśnej gęstwinie, Słomiany byczek, Sarmiko, Niedźwiedź Dreptak i jego wnuczek, Królewna żabka, Gęsi Baby-Jagi, Gdy na choinkach zapalają się ognie, Czarodziejski skarb, Czarodziejski dzwoneczek, Brudasy, strzeżcie się!)
- 1968: Asterix i Kleopatra
- 1969: Tintin i świątynia Słońca
- 1972: Tintin i jezioro rekinów
- 1977: Boże Narodzenie u Flintstonów (druga wersja)
- 1979: Scooby Doo podbija Hollywood
- 1982: Tajemnica IZBY
- 1991: Amerykańska opowieść (wersja TVP)
- 1987: Dzielny mały Toster
- 1987: Scooby Doo i bracia Boo
- 1988: Scooby-Doo i oporny wilkołak
- 1989: Wielka bitwa Asteriksa
- 1989: Wielkomilud
- 1989: Wszystkie psy idą do nieba
- 1989: Babar zwycięzca
- 1991: Amerykańska opowieść. Fievel jedzie na Zachód (wersja TVP)
- 1991: Powrót króla rock and „rulla”
- 1992: Tom i Jerry: Wielka ucieczka (druga i trzecia wersja)
- 1993: Holly-rockowa kołysanka
- 1993: Przygody Animków: Wakacyjne szaleństwo
- 1993: Rodzinne Boże Narodzenie u Flintstonów
- 1993: Złodziej z Bagdadu
- 1994: Bajka o pluszowych misiach, które uratowały święta
- 1994: Księżniczka łabędzi (pierwsza wersja)
- 1994: Opowieść wigilijna Flintstonów (druga wersja)
- 1994: Siostro, moja siostro
- 1994: Władca Ksiąg
- 1995: Babe – świnka z klasą
- 1996: Dzwonnik z Notre Dame
- 1996: Świąteczna gorączka
- 1997: Życzenie Annabelli (wersja TVP)
- 1997: Księżniczka łabędzi II: Tajemnica zamku (pierwsza wersja)
- 1998: Księżniczka łabędzi III: Skarb czarnoksiężnika (pierwsza wersja)
- 1999: Babar – król słoni
- 2000: Franklin i zielony książę
- 2000: Ratunku, jestem rybką!
- 2000: Scooby Doo i najeźdźcy z kosmosu
- 2000: Tweety – wielka podróż
- 2001: Czarodziejskie święta Franklina
- 2001: Pokémon 3: Zaklęcie Unown
- 2001: Rudolf czerwononosy renifer i wyspa zaginionych zabawek
- 2003: Wakacje, wakacje i po wakacjach Franklinie
- 2004: Clifford: Wielka przygoda
- 2004: Legenda telewizji
- 2004: Scooby Doo i baśnie z tysiąca i jednej nocy
- 2004: Wyprawa po świąteczne pisanki
- 2006: Krowy na wypasie
- 2008: Renifer Niko ratuje święta (wersja TVP)
- 2008: Scooby Doo i król goblinów
- 2009: Fantastyczny Pan Lis

### Seriale
- Ulica Sezamkowa
- 1929–1969: Zwariowane melodie (Carrotblanca, Bugs i Tweety: Spójrzcie na ptaszka!, Królik Bugs i przyjaciele 2)
- 1940: Tom i Jerry (kaseta Wiele hałasu o mysz)
- 1960–1966: Flintstonowie (odc. 10, 13, 29, 39, 51, 63-166)
- 1966: Człowiek zwany Flintstonem
- 1969–1970: Scooby Doo, gdzie jesteś?
- 1972–1973: Nowy Scooby Doo
- 1972: Pinokio (odc. 2, 4, 8)
- 1976–1978: Scooby Doo (wersja TV)
- 1979–1982: Scooby i Scrappy Doo (odc. 3, 5-13 z 1980)
- 1980: Figle z Flintstonami
- 1980: Mały rycerz El Cid
- 1983–1987: Fraglesy (druga wersja)
- 1983–1984: Nowe przygody Scooby’ego (odc. 26)
- 1984–1987: Łebski Harry (druga wersja dubbingowa dla TVN)
- 1984–1990: Mapeciątka (druga wersja)
- 1985–1991: Gumisie (druga wersja)
- 1986–1987: Mój mały kucyk (pierwsza wersja dubbingowa dla TVN)
- 1986–1988: Troskliwe misie (druga wersja odc. 1–12, 14–19)
- 1988–1995: Benjamin Blümchen (odc. F4)
- 1988–2001: Madeline (serie I-II)
- 1988–1991: Szczeniak zwany Scooby Doo
- 1990–1994: Przygody Animków
- 1990–1994: Super Baloo (pierwsza wersja)
- 1990–1993: Szczenięce lata Toma i Jerry’ego
- 1991–1993: Powrót do przyszłości
- 1991: Przygody Syrenki
- 1992–1994: Mała syrenka (druga wersja)
- 1992–1993: Mikan – pomarańczowy kot
- 1992–1993: Rodzina Addamsów
- 1993–1998: Animaniacy
- 1993–1994: Hello Kitty
- 1993–1996: Nowe przygody Kapitana Planety
- 1993–1995: Przygody Bystrego Billa
- 1993–1996: Szmergiel
- 1994–1996: Fantastyczna Czwórka
- 1994: Superświnka
- 1995–1997: Co za kreskówka! (odc. 15, 43)
- 1995–1998: Freakazoid!
- 1995–2001: Mały Miś (odc. 29, 31)
- 1995: Oakie Doke
- 1995–1998: Pinky i Mózg (odc. 1-26)
- 1995–2000: Przygody Sylwestra i Tweety (wersja VHS)
- 1996: Byli sobie odkrywcy (wersja TVP)
- 1996: Jaskiniątka
- 1996–1997: Walter Melon
- 1997: Kacper
- 1997: Księżniczka Sissi
- 1997: Myszorki na prerii
- 1997–2001: Przygody misia Paddingtona
- 1997–1998: Przygody Olivera Twista
- 1997–2004: Witaj, Franklin
- 1998–2002: Atomówki (odc. 7, 11, 59)
- 1998: Czarodziejski fotel
- 1998–1999: Podróże z Aleksandrem i Emilią
- 1998: Przygody Kuby Guzika
- 1998–1999: Tajne akta Psiej Agencji (odc. 9b)
- 1999: Bob Budowniczy (odc. 27–78, 107–145)
- 1999: Nieustraszeni ratownicy (odc. 15)
- 1999–2002: Smyki (odc. 1–20, 23–78)
- 1999: Twipsy
- 2000: Kajtuś (seria I – wersja TVP)
- 2000: Łatek (pierwsza wersja)
- 2000: Marcelino, chleb i wino
- 2000: Przygody szewczyka Grzesia
- 2000: Sztruksik
- 2000–2001: Tata lew
- 2000–2003: Weterynarz Fred
- 2002–2005: Co nowego u Scooby’ego?
- 2002: Cyberłowcy
- 2002: Jak to działa? (wersja TVP)
- 2002: Król Maciuś Pierwszy (seria I)
- 2002: Looney Tunes: Maluchy w pieluchach (odc. 1–53)
- 2003–2005: Kaczor Dodgers (odc. 7–8, 17, 21)
- 2003: O rety! Psoty Dudusia Wesołka (serie I–III)
- 2003–2005: Radiostacja Roscoe (odc. 11–12, 14–15)
- 2004–2006: Hi Hi Puffy AmiYumi (odc. 10)
- 2004: Lilli czarodziejka
- 2004–2006: Na górze i na dole
- 2004: Przyjaciele z podwórka
- 2007: Kraina Booga Booga
- 2008: Zawiadowca Ernie (odc. 2)

## Piosenki (użyczony głos)
- 1996: Świąteczna gorączka

## Dubbing
- 2004: Tabaluga i Leo